# Rosita Montemar

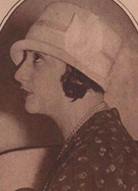
Retrato de Rosa Montemar. Esta fotografía apareció en un cartelón de una función de tango.

Rosa Spruk (n. 30 de abril de 1910 en Buenos Aires, Argentina — f. 16 de febrero de 1976 en Buenos Aires, Argentina), conocida como Rosita Montemar, fue una famosa cantante judía de tango con una muy breve trayectoria artística.
Es conocida por ser la primera en interpretar el tango "Recuerdo" en 1924; con letra de Eduardo Moreno, y que sería publicada hasta 1927, acompañada por la orquesta del sello Víctor. La canción fue cobrando interés a través de los años, hasta el punto de convertirse en un clásico. Gran cantidad de conjuntos lo incorporaron a sus repertorios. La carrera artística de la propia Rosita Montemar fue corta. Sebastián Piana fue el pianista de Rosita, así como también su amigo y maestro de canto. Con él ensayaba en la casa de su padre ubicada en el barrio de Villa Crespo, en la calle Camargo 231, que con el tiempo se volvería propiedad de un preparador físico —debido a que Rosita quedó huérfana de padre a los ocho años y su madre se volvió a casar—, transformando la entonces vivienda en un gimnasio. A una edad muy temprano entró en la compañía teatral de la actriz Angelina Pagano. Según las fuentes, en una función se le pidió que saliese al escenario y cantara algo con el fin de entretener al público. A pesar de sus dotes musicales para el canto, ella adoraba actuar y por ello tuvo sus presentaciones en Radio Brusa, en el Teatro San Martín y en el Teatro Soleil de la Avenida Corrientes —lugar donde se acuñó el tango.
Se sabe que grabó cuatro temas: "Recuerdo", "Gloria", "Copacabana" —compuesta por Antonio Rubio Penadés— y "Chiche" —compuesta por Rodolfo Sciammarella. Se caracterizaba por tener un aplomado timbre de voz, una buena entonación y una expresividad destacable. Sus actuaciones eran bastante elogiadas por el público; como ocurriera en 1931 cuando, organizado por la revista "Caras y Caretas", se realizó un concurso en el Teatro Colón para elegir a la reina del tango. El título lo obtuvo Libertad Lamarque, logrando consagrarse ella en segundo lugar y siendo nominada "princesa". En 1938, contrajo nupcias con Alfredo Bonomi, suceso que la alejó para siempre del canto. Tuvieron cinco hijos, y llegaron a vivir juntos casi 37 años, hasta que la muerte de Alfredo, el 28 de mayo de 1975, los separó. José Gobello cita a Rosita Montemar con respecto a una propuesta que Rosita Quiroga le hizo con el fin de realizar un homenaje en su honor:

«Le prometí a mi marido cuando nos casamos que no volvería a un escenario, hacerlo ahora, aunque sólo sea para contar cosas me parece una deslealtad».

Cobello, quien la conoció hasta los últimos días de su vida, en una nota agrega una información de Rosita; quien afirmaba que no tenía ni una grabación ni un disco suyo:

«Poco tiempo después encontré la partitura del tango 'Chiche' con una foto suya en la portada. Cuando la busqué para ofrecérsela como regalo, no pudo ser. La muerte llegó de pronto sin anunciarse. Me quedó el recuerdo de una dama tan fina, tan amable, tan modesta y tan memoriosa, que me despertó un afecto muy hondo, que más que afecto era cariño».